# 周凯年
周凱年（英語：Zhulkarnain Abdul Rahim；1980年1月20日—）是新加坡律師及政治人物，所屬政黨為人民行動黨。自2020年起擔任蔡厝港集選區朱美拉分區的國會議員，現為新加坡第14屆國會成員之一。出身法律界的他長期關注家庭法、社區發展與穆斯林法律制度等議題，並活躍於基層與跨宗教溝通倡議。

## 經歷
周凱年自年輕時期起便對法律與公共服務抱有濃厚興趣。他在新加坡國立大學法學院取得法學學士學位，隨後於新加坡管理大學取得法學碩士學位，並於2005年正式成為執業律師。曾任職於知名律師事務所，專長領域包括公司法、伊斯蘭金融、爭議解決及合約法等。
他曾於新加坡宗教法庭擔任輔助律師，亦在新加坡回教宗教理事会下設的律法改革委員會（Legal Committee）擔任成員，積極參與伊斯蘭家庭法改革與穆斯林社群事務，致力於法律公平與文化尊重之間的平衡。
2020年，周凱年代表人民行動黨出戰蔡厝港集選區的新設選區朱美拉（Keat Hong）分區，並成功當選為新加坡第14屆國會議員，得票率達58.64%。在國會內，他主要關注法律改革、家庭政策、宗教與社會融合等議題，並在法律與家事事務委員會中擔任活躍成員。
他也長期參與社區服務工作，關注弱勢群體與中低收入家庭的福祉，曾多次於社區法律教育活動中擔任講者，推動法律知識普及與社區凝聚。

## 事件

### 長者離開言論風波（2020年）
2020年，Facebook 有帖文指控周凱年在探訪一對長者時曾說：「如果你們不滿意，就搬出去」，引發社群熱議。但他隨後透過官方貼文澄清，該言論並非他所述，強調自己一向傾聽民意、推動相關部門研究興建電梯等措施，呼籲誤導言論停止並回應長者真正關切。

### 誹謗指控與報警
2025年大選期間，一則在Threads社交平台上的貼文暗指一位國會議員的女兒馬來語成績差，雖未明指周凱年，但由於他擔任馬來語委員會主席且屬人民行動黨候選人，引起聯想。針對貼文對其子女名譽的影射，周凱年於2025年4月24日正式向警方報案，否認帖文內容並強調其子女並未補習馬來語。他亦公開呼籲在選舉期間尊重基本人倫與家庭隱私。